# 標語
標語（英語：Slogan）或口號，是在政治、社會、商業、軍事或是宗教等範籌上所使用的一句容易记忆的格言或者宣傳句子，主要用作反覆表達一個概念或者目標。標語的種類多不勝數，由書面至頌唱、禪理到通俗亦有。很多時候它們簡單的修辭特色為詳情留下很少的想像空間，因此它們多被用作一個統一目的的社會表達，甚於為特定對象而作的映射。
不過在近幾年的台灣電視圈中，slogan被解釋為哏（梗），並且有誤用以至是濫用的情況發生。

## 例證

### 東羅馬帝國
- 狄奧多西王朝
  - 「像馬爾西安一樣統治！」：指的是皇帝馬爾西安的統治期間（450年-457年），帝國邊境、政治和財政都穩定而且沒有發生任何自然災害或瘟疫。首都君士坦丁堡人民深情地懷念他，他們會在新皇帝加冕典禮上時高呼這句話，表達他們對同樣成功和穩定統治的期盼。[1]

- 利奧王朝
  - 「給帝國一位正統皇帝！給帝國一位羅馬皇帝！」：指的是491年皇帝芝諾去世後，民眾要求一位在宗教和種族上都符合他們期望的統治者。這最終導致了阿納斯塔修斯一世的當選，他並非芝諾所希望的繼承人，而是在公眾壓力下由芝諾的遺孀阿里阿德涅皇后選擇的。[2]

- 查士丁尼王朝
  - 「尼卡！尼卡！」（希臘語「勝利」之意）：指的是532年尼卡暴動期間君士坦丁堡競技場賽車比賽派系藍黨和綠黨的示威口號，這是一場在君士坦丁堡爆發為期一週針對皇帝查士丁尼一世的市民暴動，暴動最終被軍隊鎮壓。

### 中华人民共和国

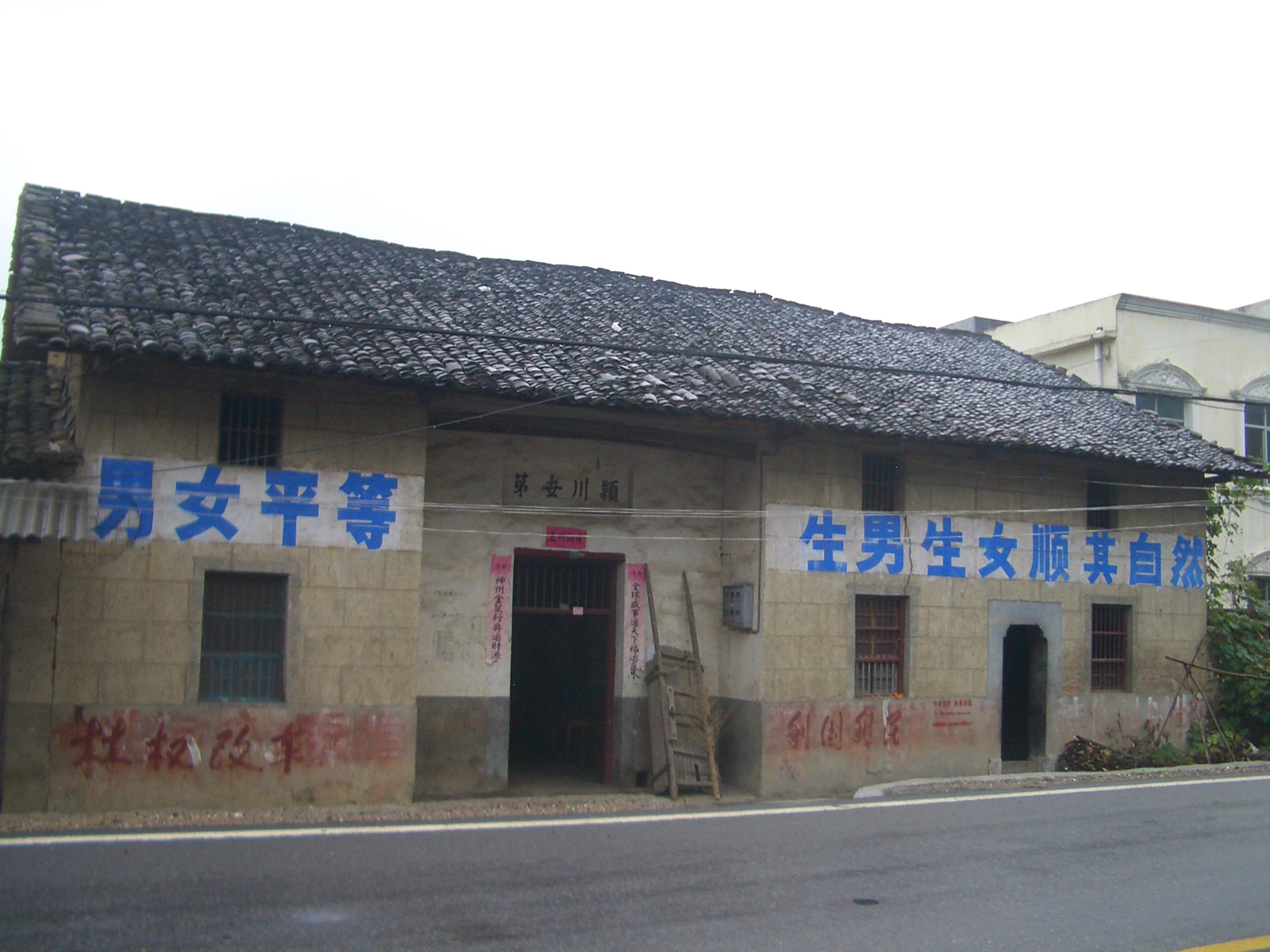
摄于中國湖北通山县程许村的两条标语：计划生育和林权改革

文革时期：
1. 将无产阶级文化大革命进行到底！
2. 我们一定要解放台湾！
3. 帝国主义和一切反动派都是纸老虎！
4. 打倒党内走资本主义道路的当权派！

改革开放时期：
1. 时间就是金钱，效率就是生命

新时期：
听党指挥、能打胜仗、作风优良

### 中華民國軍隊
以前中華民國的國防三軍部隊，在正式集合、晚點名前，為了振奮士氣，值星幹部都會帶領士兵呼口號宣示。從2004年9月1日開始正式取消。
口號內容依序為：
1. 奉行三民主義
2. 服從政府領導
3. 保衛國家安全
4. 完成統一大業

## 車用標語
1. Baby on board：避免侵略性駕駛員追撞或催促車上有嬰兒而慢行的車輛，會在車後窗貼上標語，在義大利、日本和台灣通常改為「Baby in Car」；有部分資料誤傳此標語為提醒緊急救護人員，優先搜救車上的幼童，這是不准確的。[4]此標語因1993年《辛普森家庭》第五季的第一集〈荷馬的理髮店四重奏〉播放〈Baby on board〉歌曲，描述美枝·辛普森買了一個標語，希望它能阻止人們「故意撞車」，而廣為人知。

## 來源
1. ↑  Grant, Michael. . New York: Scribner's. 1985. ISBN 978-0-684-18388-6.
2. ↑  Ostrogorski, Georgije. . New Brunswick, NJ.: Rutgers University Press. 1969: 59. OCLC 812752850.
3. ↑  .   [2012-10-28]. （原始内容存档于2013-11-24）.
4. ↑  .   [2019-10-12]. （原始内容存档于2018-06-22）.

## 外部連結
- 标语大全网 （页面存档备份，存于）